# Noriko Ishibashi
Noriko Ishibashi (石橋 紀子?, Ishibashi Noriko; 5 maggio 1970) è un'ex calciatrice giapponese.

## Carriera

### Nazionale
Nel giugno 1989, Ishibashi è convocata nella Nazionale maggiore in occasione della Coppa d'Asia 1989, dove esordisce nella partita contro Nepal. Giocherà la Coppa d'Asia anche nel 1991. In tutto, Ishibashi ha giocato 3 partite con la Nazionale nipponica riuscendo a segnare 1 gol.

## Statistiche

### Cronologia presenze e reti in nazionale
| Cronologia completa delle presenze e delle reti in nazionale ― Giappone | Cronologia completa delle presenze e delle reti in nazionale ― Giappone | Cronologia completa delle presenze e delle reti in nazionale ― Giappone | Cronologia completa delle presenze e delle reti in nazionale ― Giappone | Cronologia completa delle presenze e delle reti in nazionale ― Giappone | Cronologia completa delle presenze e delle reti in nazionale ― Giappone | Cronologia completa delle presenze e delle reti in nazionale ― Giappone | Cronologia completa delle presenze e delle reti in nazionale ― Giappone |
| Data                                                                    | Città                                                                   | In casa                                                                 | Risultato                                                               | Ospiti                                                                  | Competizione                                                            | Reti                                                                    | Note                                                                    |
| ----------------------------------------------------------------------- | ----------------------------------------------------------------------- | ----------------------------------------------------------------------- | ----------------------------------------------------------------------- | ----------------------------------------------------------------------- | ----------------------------------------------------------------------- | ----------------------------------------------------------------------- | ----------------------------------------------------------------------- |
| 24-12-1989                                                              | Hong Kong                                                               | Giappone                                                                | 14 – 0                                                                  | Nepal                                                                   | Coppa d'Asia 1989                                                       | 1                                                                       |                                                                         |
| 1-6-1991                                                                | Fukuoka                                                                 | Giappone                                                                | 12 – 0                                                                  | Malaysia                                                                | Coppa d'Asia 1991                                                       | -                                                                       |                                                                         |
| 3-6-1991                                                                | Fukuoka                                                                 | Giappone                                                                | 10 – 0                                                                  | Singapore                                                               | Coppa d'Asia 1991                                                       | -                                                                       |                                                                         |
| Totale                                                                  |                                                                         | Presenze                                                                | 3                                                                       |                                                                         | Reti                                                                    | 1                                                                       |                                                                         |